# Medophron caudatus
Medophron caudatus är en stekelart som först beskrevs av Léon Abel Provancher 1875.  Medophron caudatus ingår i släktet Medophron och familjen brokparasitsteklar. Inga underarter finns listade i Catalogue of Life.